# Jeklin
Jeklin je priimek v Sloveniji, ki ga je po podatkih Statističnega urada Republike Slovenije na dan 1. januarja 2010 uporabljalo 54 oseb.

## Znani nosilci priimka
- Bernarda Jeklin (*1936), novinarka in urednica
- Jakob Jeklin, športnik kanuist
- Walter Jeklin (*1969), košarkar